# Ptychomitrium gardneri
Ptychomitrium gardneri är en bladmossart som beskrevs av Lesquereux 1868. Ptychomitrium gardneri ingår i släktet atlantmossor, och familjen Ptychomitriaceae. Inga underarter finns listade i Catalogue of Life.